# Torpor
Torpor o letargo es un estado caracterizado por una gran disminución de la actividad fisiológica en un animal, evidenciado generalmente por una temperatura corporal y tasa metabólica reducida.
El torpor permite a los animales sobrevivir en períodos de carestía de alimentos. Un tiempo de torpor puede referirse al periodo de tiempo que un hibernado pasa a baja temperatura corporal, que puede durar días o semanas, o puede hacer referencia a un período de baja temperatura corporal y del metabolismo que dura menos de 24 horas, como en el "torpor diario". Los animales que se someten al torpor diario incluyen aves (incluso diminutos colibríes, especialmente Cypselomorphae)
y algunos mamíferos, incluyendo muchas especies de marsupiales y murciélagos, y especies de roedores, como ratones.

## Opción de un sueño profundo para una misión a Marte
Un estudio respaldado por la NASA explora una forma innovadora de reducir drásticamente el coste de una expedición humana a Marte, poner al equipo en estasis. El sueño profundo, o torpor, reduciría las funciones metabólicas de los astronautas con los procedimientos médicos existentes.